# Khrenovo
Khrenovo (en rus: Хреново) és un poble de l'óblast de Vladímir, a Rússia, segons el cens del 2010 tenia 105 habitants. Pertany al districte municipal de Sóbinka.